# الکساندر نوسکی (فیلم)
الکساندر نِوسکی (روسی: Алекса́ндр Не́вский) فیلمی در ژانر درام به کارگردانی سرگئی آیزنشتاین است که در سال ۱۹۳۸ منتشر شد.